# Japanische Antarktisforschung

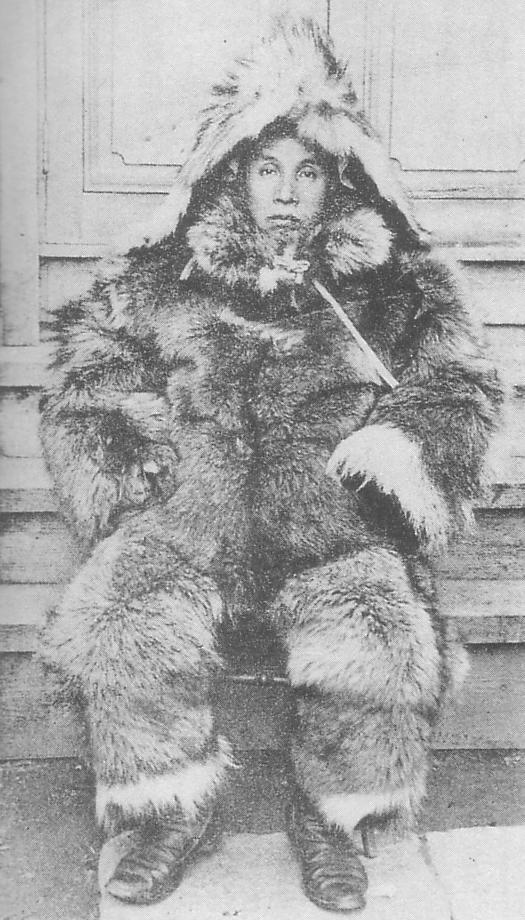
Nobu Shirase, der Führer der Japanischen Antarktisexpedition von 1910 bis 1912

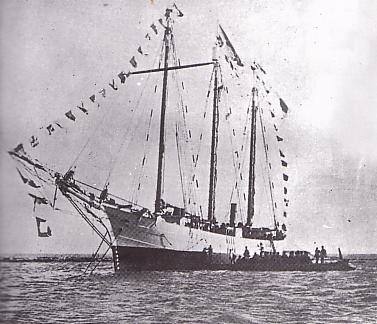
Kainan Maru, das Expeditionsschiff von Shirase von 1910 bis 1912

Die Japanische Antarktisexpedition ist in der internationalen Literatur meist unter dem Stichwort „Japanese Antarctic Research Expedition (JARE)“ zu finden. Es ist ein Sammelbegriff für die umfangreichen Untersuchungen, die Japan nach dem Zweiten Weltkrieg in der Antarktis durchgeführt hat. Nach ersten Expeditionen in den Jahren 1910 bis 1912 als Fortsetzung von Walfang und Tiefseefischerei im sog. Goldenen Zeitalter der Antarktisforschung stieg Japan ab 1956 mit der festen Shōwa-Station in die Antarktis-Forschung ein.

## National Institute of Polar Research (NIPR)
Die Koordination lag beim NIPR und finanziert wurde über den Etat des Ministeriums für Bildung, Kultur, Sport, Wissenschaft und Technologie (MEXT). Der Jahresetat betrug 1995 2,9 Mio. Yen.
NIPR stellt für JARE die gesamte Infrastruktur zur Verfügung mit Ausnahme des Transportes von Material und Personal, das der Eisbrecher Shirase – nach dem Antarktis-Forscher Nobu Shirase – übernimmt, der wiederum vom japanischen Verteidigungsministerium unterhalten wird. Das wissenschaftliche Programm auf Shōwa-Station deckt Untersuchungen ab der Oberen Atmosphäre, Wetterkunde, Seismologie, Gravimetrie, Geodäsie und Kartographie, Ozeanographie, Glaziologie, Geologie, Geographie, maritime und terrestrische Biologie sowie Medizinwissenschaften. An Bord des Schiffs Shirase können außerdem die folgenden Gebiete untersucht werden: Ionosphäre, Meteorologie, Geomagnetismus, Gravimetrie und physikalische, chemikalische und biologische Ozeanographie.

## Geschichte

### Erste Japanische Expedition

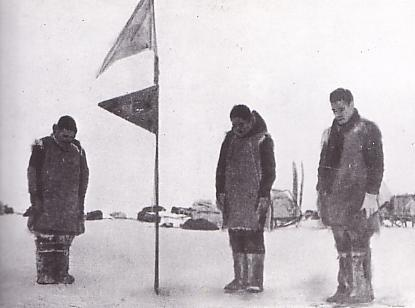
Erste Japanische Expedition an ihrem südlichsten Punkt am Yamato-Schneefeld am 29. Januar 1912

Die erste Japanische Antarktisexpedition fand 1910–1912 unter Leitung des Armeeleutnants Nobu Shirase mit dem Schiff Kainan Maru statt. Nach Abfahrt in Tokio am 1. Dezember 1910 erreichte die Expedition das antarktische Eis am 26. Februar 1911. Eine Landung auf dem antarktischen Kontinent gelang erst im Folgejahr am 16. Januar 1912, wobei die Japaner Roald Amundsens Schiff Fram antrafen. Sie segelten weiter und stießen etwa 160 Meilen südlich von ihrem Schiffslandeplatz bis zum Yamato-Schneefeld vor, wo sie aufgrund widriger Wetterverhältnisse und schwindender Kräfte umkehrten. Das Wettrennen um das Erreichen des Südpols konnten die Japaner nicht mehr gewinnen. Am 20. Juni 1912 kehrten das Schiff und die Mannschaft nach einer Reise von mehr als 30.000 Meilen wieder nach Yokohama zurück. Alle Expeditionsteilnehmer kehrten zurück.

### Forschungsstationen

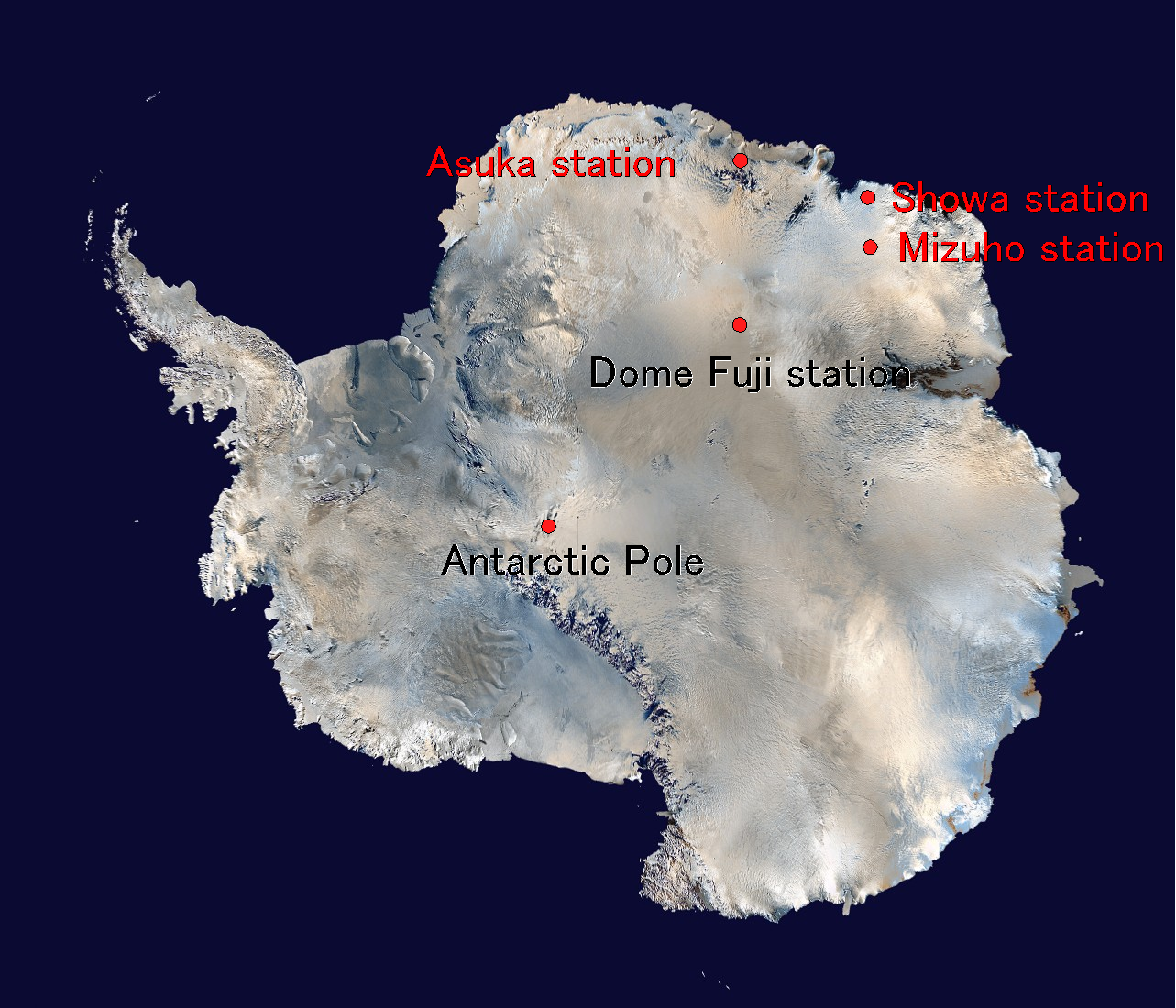
Die japanischen Antarktisstationen (engl. Beschriftung)

In Vorbereitung auf das Internationale Geophysikalische Jahr (1957/1958) beschloss die japanische Regierung 1955 die Errichtung einer nationalen antarktischen Forschungsstation.
Die erste Station wurde ab Ende 1956 aufgebaut und im Sommer 1957 bezogen. Sie liegt auf der Ost-Ongul-Insel, die sich östlich des nördlichen Teiles der Ongul-Insel auf der Ostseite der Einfahrt zur Lützow-Holm-Bucht befindet. Ursprünglich wurde diese Insel als Teil der Ongul-Insel angesehen. Erst durch die Japanische Südpol-Expedition (JARE) 1957 wurde ein Fahrwasser zwischen beiden Landpartien entdeckt. Die Shōwa-Station bestand aus drei Häusern mit insgesamt 184 m² Nutzfläche. Im Juli 1970 kam die Mizuho-Station und im Januar 1985 die Asuka-Station hinzu. Außerdem arbeitet seit 1995 die Dome Fuji Station, wo in erster Linie Tiefbohrungen vorgenommen werden. Alle drei Stationen hatten im Jahre 2001 48 Gebäude mit zusammen nahezu 6.000 m² Nutzfläche.
Seit 1973 gilt JARE als inneruniversitäre Einrichtung. Seit 2008 ist der dritte Polar-Eisbrecher Shirase für die Stationen in der Antarktis unterwegs. Vorgänger waren der 1983 in Dienst gestellte 11.600-Tonnen-Eisbrecher Shirase 5002 und zuvor Sōya und Fuji. Die Anschaffung und Ausrüstung von Shirase 5002 kostete 24 Mrd. Yen. Das Jahresbudget für die Forschungsstationen lag Mitte der 1980er Jahre zwischen drei und vier Mrd. Yen. Das mit seinerzeit 3.800 Tonnen wesentlich kleinere Vorgängerschiff Sōya von Hokkaidō liegt seit 1979 als Museumsschiff in Tokio, die 1965 in Dienst gestellte und 5.250 BRT große Fuji ist Museumsschiff in Nagoya.
Seit 1990 arbeitet das International Arctic Science Committee (IASC), dem acht Länder angehören. Als Mitglied im IASC stellt Japan eine Untergruppe der Polarforschung dar. Schwerpunkt der Arbeit ist die Untersuchung von Umwelteinflüssen in der Atmosphäre, dem Ozean und bei Lebewesen.

### Shōwa-Station
Shōwa-Station (昭和基地,　Shōwa-kichi), benannt nach der Ärabezeichnung Shōwa, ist die Mutterstation des gesamten Projektes. Sie wurde im Januar 1957 bezogen und wurde nach einer Unterbrechung von Februar 1962 bis 1965 kontinuierlich vergrößert. Die Unterbrechung war verursacht durch eine hohe Unzuverlässigkeit der Transportmöglichkeiten sowohl des Eisbrechers als auch der Hubschrauber für den Transferverkehr zwischen Schiff und Station. Auf vehementes Drängen der japanischen Forscher beschloss das Parlament im Dezember 1963 den Bau eines neuen Eisbrechers, von Überland-Fahrzeugen sowie eines neuen Budgets. Die Station ist Sommer wie Winter besetzt. Hier laufen sämtliche Forschungsergebnisse auch der anderen Stationen zusammen.

### Mizuho-Station
Mizuho-Station (みずほ基地, Mizuho-kichi; 70° 41′ S, 44° 19′ O) wurde im Januar 1970 eingerichtet. Die Station liegt etwa 270 Kilometer in südöstliche Richtung von Shōwa-Station entfernt auf 2.230 Meter über dem Meer auf der Mizuho-Hochebene. Die Mizuho-Station ist nicht ständig besetzt, lediglich in den zehn Jahren von 1976 bis 1986 waren dort ständig Mitarbeiter, die die Meteorologie, Glaziologie und die Obere Atmosphäre beobachtet haben, so wie es jetzt nur noch gelegentlich passiert.

### Asuka-Station
Asuka-Station (あすか基地, Asuka-kichi; 71° 31′ 34″ S, 24° 8′ 17″ O), benannt nach Asuka-kyō, liegt auf 930,5 Höhenmetern nördlich des Gebirges Sør Rondane und wurde am 26. März 1985 errichtet. Es hat eine Gesamtfläche von 450 Quadratmetern und liegt mittlerweile größtenteils unter Schnee und Eis. Die Station dient als Ausgangspunkt für die Feldforschung in Sachen Geologie, Geomorphologie, Meteoritensuche, Glaziologie und Biologie in den Sør Rondane. Die Sør Rondane sind eine etwa 160 Kilometer lange Bergkette, die bis zu 3.400 Meter über dem Meer ansteigt. Von 1987 bis 1991 war die Station ständig besetzt zum Zwecke der Forschung in den Bereichen Meteorologie, Glaziologie, der Kern-Mantel-Grenze, die nach ihren Entdeckern Emil Wiechert und Beno Gutenberg auch Wiechert-Gutenberg-Diskontinuität genannt wird, sowie der Oberen Atmosphäre.
Im Jahresmittel zwischen 1985 und 1990 betrug die Temperatur −18,3 °C und die Windgeschwindigkeit 12,6 m/s. Die Höchsttemperatur von −0,5 °C wurde am 5. Januar 1990 und die Niedrigsttemperatur von −48,7 °C am 9. August 1987 gemessen.

### Dome-Fuji-Station
Die Dome-Fuji-Station (ドームふじ基地, Dōmu-Fuji-kichi; 77° 19′ 1″ S, 39° 42′ 12″ O) befindet sich auf dem Gipfel des 3.810 Meter über NN hohen Dome Fuji und wurde am 29. Januar 1995 als bislang letzte japanische Station in Betrieb genommen. Sie liegt etwa 1000 km südlich der Shōwa-Station.
Hier werden in erster Linie Tiefbohrungen ins Eis vorgenommen (bis 2.500 Meter), um Umwelteinflüsse und Klimaveränderungen zu studieren. In den letzten Jahren wurde der Umweltschutz für das einzigartige Ökosystem in der Antarktis als extrem wichtig erkannt und entsprechend den internationalen Vereinbarungen berücksichtigt.

## Namensgebung
Die Takaki Promontory (65° 33′ S, 64° 34′ W) in der Antarktis, eine Halbinsel, wurde nach Takaki Kanehiro, einem Marinearzt und Mitglied des japanischen Herrenhauses benannt. Takaki hatte der japanischen Marine geholfen, Ende des 19. Jahrhunderts die ernährungsbedingte Vitaminmangelkrankheit Beriberi zu bekämpfen, was die Antarktisfahrt 1910 erheblich erleichterte. Insbesondere bei japanischen Schiffsbesatzungen kam es vor Takakis Forschung nach längerer Ernährung nur mit weißem Reis zu einer Vielzahl tödlicher Erkrankungen, beim japanischen Heer noch 1905. Die eigentliche Ursache, ein Mangel an Thiamin, wurde erst 1925 durch Christiaan Eijkman aufgeklärt, wofür dieser 1929 den Nobelpreis erhielt.